# Anthomyia sinensis
Anthomyia sinensis är en tvåvingeart som beskrevs av Zhang och Sun 1997. Anthomyia sinensis ingår i släktet Anthomyia och familjen blomsterflugor. Arten har ej påträffats i Sverige. Inga underarter finns listade i Catalogue of Life.